# NHL-játékosok listája (Q)
Az alábbi lista azokat a játékosokat tartalmazza, akik a National Hockey League-ben pályára léptek 1917 óta bármelyik csapatban és a vezetéknevük Q-val kezdődik.
| Játékos               | Pozíció    | Ország                    | Születési hely                   | Aktív                | Csapat ↓                              | Jegyzetek                                                                                |
| --------------------- | ---------- | ------------------------- | -------------------------------- | -------------------- | ------------------------------------- | ---------------------------------------------------------------------------------------- |
| Bill Quackenbush      | Védő       | Kanada                    | Toronto, Ontario                 | 1942–1956            | Det, Bos                              | Lady Byng-emlékkupa (1949), Jégkorong Hírességek Csarnoka (1976)                         |
| Max Quackenbush       | Védő       | Kanada                    | Toronto, Ontario                 | 1950–1952            | Bos, Chi                              |                                                                                          |
| Joel Quenneville      | Védő       | Kanada                    | Windsor, Ontario                 | 1978–1991            | Tor, Col, NJ, Har, Was                | Stanley-kupa bajnok, mint edző (Chicago Blackhawks, 2010, 2013, 2015)                    |
| John Quenneville      | Center     | Kanada                    | Edmonton, Alberta                | 2016–                | NJD                                   |                                                                                          |
| Leo Quenneville       | Bal szélső | Kanada                    | Montréal, Québec                 | 1929–1930            | NYR                                   |                                                                                          |
| Jonathan Quick        | Kapus      | Kanada                    | Milford, Connecticut             | 2007–                | LA                                    | Stanley-kupa (2012, 2014), Conn Smythe-trófea (2012), William M. Jennings-trófea (2014), |
| Kevin Quick           | Védő       | Amerikai Egyesült Államok | Buffalo, New York                | 2009                 | TBL                                   |                                                                                          |
| Johnny Quilty         | Center     | Kanada                    | Ottawa, Ontario                  | 1940–1942, 1946–1948 | Mtl, Bos                              | Calder-emlékkupa (1941)                                                                  |
| Kyle Quincey          | Védő       | Kanada                    | Kitchener, Ontario               | 2005–2018            | Det, LA, Col, Det, NJD, CBJ, Min      | Stanley-kupa (2008)                                                                      |
| Alan Quine            | Center     | Kanada                    | Belleville, Ontario              | 2016–                | NYI, Cal                              |                                                                                          |
| Dan Quinn             | Center     | Kanada                    | Ottawa, Ontario                  | 1983–1997            | Cgy, Pit, Van, Stl, Phi, MNS, Ott, LA |                                                                                          |
| Pat Quinn             | Védő       | Kanada                    | Hamilton, Ontario                | 1968–1977            | Tor, Atl, Van                         | Jack Adams-díj (1980, 1992)                                                              |
| Ken Quinney           | Bal szélső | Kanada                    | New Westminster, Brit Columbia   | 1986–1988, 1990–1991 | Que                                   |                                                                                          |
| Deron Quint           | Védő       | Amerikai Egyesült Államok | Durham, New Hampshire            | 1995–2004, 2006–2007 | Wpg, Phx, NJ, Clb, Chi, NYI           |                                                                                          |
| Stéphane Quintal      | Védő       | Kanada                    | Boucherville, Québec             | 1988–2004            | Bos, Stl, Wpg, Mtl, NYR, Chi          |                                                                                          |
| Jean-François Quintin | Bal szélső | Kanada                    | Saint-Jean-sur-Richelieu, Québec | 1991–1993            | SJ                                    |                                                                                          |